# Эфиопский голубь
Эфиопский голубь (лат. Columba albitorques) — вид птиц из семейства голубиных (Columbidae). Эндемик Эфиопского нагорья, обитает на территории современных Эфиопии и Эритреи. Предпочитает сельскую местность, особенно места вблизи скал и каменистых ущелий. Также обычен в центрах городов.

## Описание
Длина 32 см. Крупный серо-коричневый голубь с узким белым воротником на шее. В полёте заметен также белый цвет на крыльях птицы. Эфиопский голубь гнездится в расщелинах скал или в аналогичных нишах в зданиях. В кладке 2 яйца. Высиживание длится 16 дней.
МСОП присвоил виду охранный статус LC.